# 長期プライムレート
長期プライムレート（ちょうきぷらいむれーと）とは日本の金融における用語で、民間金融機関が企業に対して期限1年以上の融資をする際に最低限度となる金利（最優遇金利）のことである。略称は長プラ。
金利自由化以前には金融関係者の協議によって決められており、「長期信用銀行の発行する5年物金融債の利率+0.5%」を基準とするのが慣例であった。

## 金利の自由化と新しいレート
日本の金融行政は、銀行間での金利を平準化して銀行を潰さないように運営する護送船団方式と、目的別に金融機関を分ける徹底した分業制が特徴であった。しかし1970年代以降の国債市場の拡大によって金融機関の資金調達が変化し、システムが徐々に見直され始めた。
金利が自由化に向かう流れの中で、1989年には新短期プライムレートが導入され、1991年には新短期プライムレートに連動する金利である新長期プライムレートが導入された。